# 黒澤優
黒澤 優（くろさわ ゆう、1982年7月7日 - ）は、日本の元女優。身長156cm、血液型A型。

## 人物・来歴
東京都出身。父方の祖父は黒澤明、父方の祖母は矢口陽子、父は黒澤久雄、母は林寛子。
1999年8月、ファッション雑誌モデルとして芸能活動をスタート。同年9月、第2回ミス東京ウォーカーグランプリ受賞。雑誌の他CMなどにも出演。
2000年1月、『ISOLA』で映画初出演。以降は映画やテレビドラマなどで女優としても活動するようになる。2001年、第10回日本映画批評家大賞新人賞受賞。
2002年1月4日、所属事務所を通して松岡充と2日に結婚し、妊娠2か月であることを発表した（なお、1月2日を選んだ理由は交際してからちょうど1年目だったから）。子育てと主婦業に専念するため、惜しまれながら芸能活動を引退した。

## 出演

### 映画
- ISOLA 多重人格少女（2000年1月22日公開、東宝） - 森谷千尋 役
- 死者の学園祭（2000年8月5日公開、東映） - 山崎由子 役
- 医者と患者（2001年）
- 記憶の音楽Gb（2002年）- ハツネ役[3]

### テレビドラマ
- 史上最悪のデート 第4話（2000年、日本テレビ）
- 伝説の教師（2000年、日本テレビ系 土曜21:00 - 21:54） - 河村悠里役
- ほんとにあった怖い話スペシャル2（2000年8月25日、フジテレビ系　第1話オープニングに出演）
- ストレートニュース（2000年10月11日 - 12月13日、日本テレビ系列） - 矢島ひとみ役
- R-17（2001年、テレビ朝日・木曜ドラマ） - 矢沢カヲル役
- スペシャルドラマ 夏休みのサンタさん（2001年9月4日、日本テレビ系列）
- 医者と患者〜Doktor/Kranke（2001年12月2日 -、BSフジ） - 叶さやか役

### CM
- 「J-PHONE」（年代不明）、香川照之と共演
- 「KDD」（年代不明）
- 「マシェリ」（1999年、資生堂）、高橋マリ子と共演
- 「ザテレビジョン」（1999年、角川書店）
- 「チップスター」（2000年、ヤマザキビスケット）
- 「AXIA」（2000年、富士フイルム）
- 「ティアラ」（2000年、資生堂）
- 「WOWOW」（2001年）
- きもの三松〈イメージキャラクター〉（2002年）

### 雑誌
- 『CUTiE』宝島社
- 『mc Sister』アシェット婦人画報社
- 『Olive』マガジンハウス
  - 連載「黒澤優の、どうぶつ喜怒哀楽」（2001年8月号 - 2002年4月号）
- 『POPEYE』マガジンハウス
- 『non-no』集英社
- 『KERA』インデックス・コミュニケーションズ
- 『Zipper』祥伝社

### その他
- 矢沢あい 編「巻末解説」『天使なんかじゃない』 1巻（完全版）、集英社。